# العین السخنة
العین السخنة (به عربی: العین السخنة) یک منطقهٔ مسکونی در مصر است که در استان سوئز واقع شده‌است.